# Alpenus diffinis
Alpenus diffinis är en fjärilsart som beskrevs av Jordan 1933. Alpenus diffinis ingår i släktet Alpenus och familjen björnspinnare. Inga underarter finns listade i Catalogue of Life.